# Ladoga-tó
A Ladoga-tó (oroszul Ладожское озеро [Ládázsszkoje ózerá])  egy oroszországi édesvizű tó Karéliában és a Leningrádi területen, Szentpétervártól kb. 50 km-re északkeletre.
Területe 17 600 km². Ez Európa legnagyobb tava, a Föld 15 nagy édesvíz-tartalékának egyike. Körülbelül 210 kilométer hosszú és 130 kilométer széles, mélysége helyenként eléri a 225 métert. A tóba 32 kisebb folyó ömlik, de vizét csak egyetlen folyó, a Néva vezeti le.
Az elmúlt évtizedekben a mezőgazdasági és az ipari tevékenység jelentős környezeti károkat okozott, az eutrofizáció és a vízminőség romlása egyre nagyobb méreteket ölt a Ladoga-tónál, pedig ez az egyedüli otthona a kihalás szélére sodort édesvízi fókaalfajnak, a Ladoga-tavi gyűrűsfókának (Pusa hispida ladogensis).
A Ladoga-tó északnyugati részén található a Valaam-szigetcsoport (Valaamszkije osztrova), mely a Valaam-szigetből és több mint 50 kisebb szigetből áll. A központi szigeten lévő Valaam-kolostort a 14. században alapították és 1715-ben I. Péter parancsára újították fel. Évtizedeken át ez volt Oroszország egyik kulturális és vallási központja, melyet a cárok és az orosz egyház egyaránt támogatott.
A második világháború idején a befagyott tó jegén keresztül látták el a németek által körülzárt Leningrádot.